# Espagnolopsis ornatipennis
Espagnolopsis ornatipennis is een rechtvleugelig insect uit de familie Episactidae. De wetenschappelijke naam van deze soort is voor het eerst geldig gepubliceerd in 1997 door Perez-Gelabert, Hierro & Otte.